# The Boys of Summer (livre)
Pour les articles homonymes, voir The Boys of Summer.
The Boys of Summer, est un témoignage autobiographique du journaliste sportif américain Roger Kahn dans le sillage des Dodgers de Brooklyn. Sorti en 1972, le livre connaît nombre de rééditions, la dernière en date en 2006, pour plus de trois millions d'exemplaires vendus.
L'ouvrage est présenté en deux parties. La première, intitulée « Book one: The Team », propose sur 193 pages le témoignage autobiographique de Kahn jusqu'à la couverture de la saison 1955, celle de la victoire des Dodgers en Série mondiale. Après un Interlude de huit pages où il explique notamment la fracture existant entre les Dodgers de Brooklyn et les Dodgers de Los Angeles (« They were not the team » ; p.203), il consacre son chapitre « Book two: The Return » à des portraits des principaux joueurs des Dodgers : Clem Labine (« Clem and Jay »), George Shuba (« The Bishop's Brother »), Carl Erskine (« Carl and Jimmy »), Andy Pafko (« The Sandwich Man »), Joe Black (« Black is what you make it »), Preacher Roe (« The Road to Viola »), Pee Wee Reese (« A Shortstop in Kentucky »), Carl Furillo (« The Hard Hat Who Sued Baseball »), Gil Hodges (« One Stayed in Brooklyn »), Roy Campanella (« Manchild at Fifty »), Duke Snider (« The Duke of Fallbrook »), Jackie Robinson (« The Lion at Dusk ») et Billy Cox (« Billy Alone »).
En 2002, Sports Illustrated publie une liste des cent meilleurs livres sportifs. Parmi cette sélection, The Boys of Summer est deuxième.